# Двигун внутрішнього згоряння

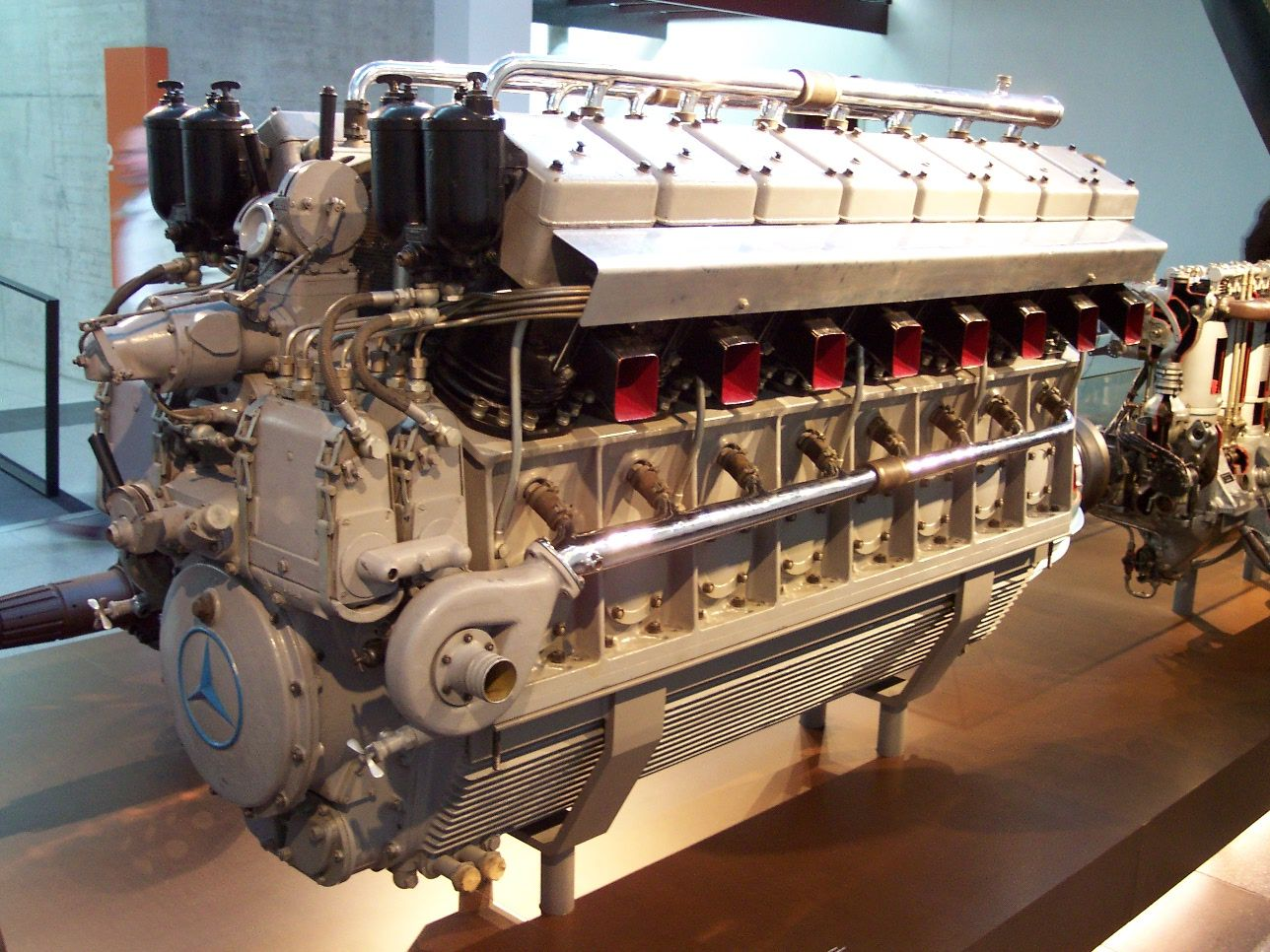
Поршневий двигун V-подібної компоновки

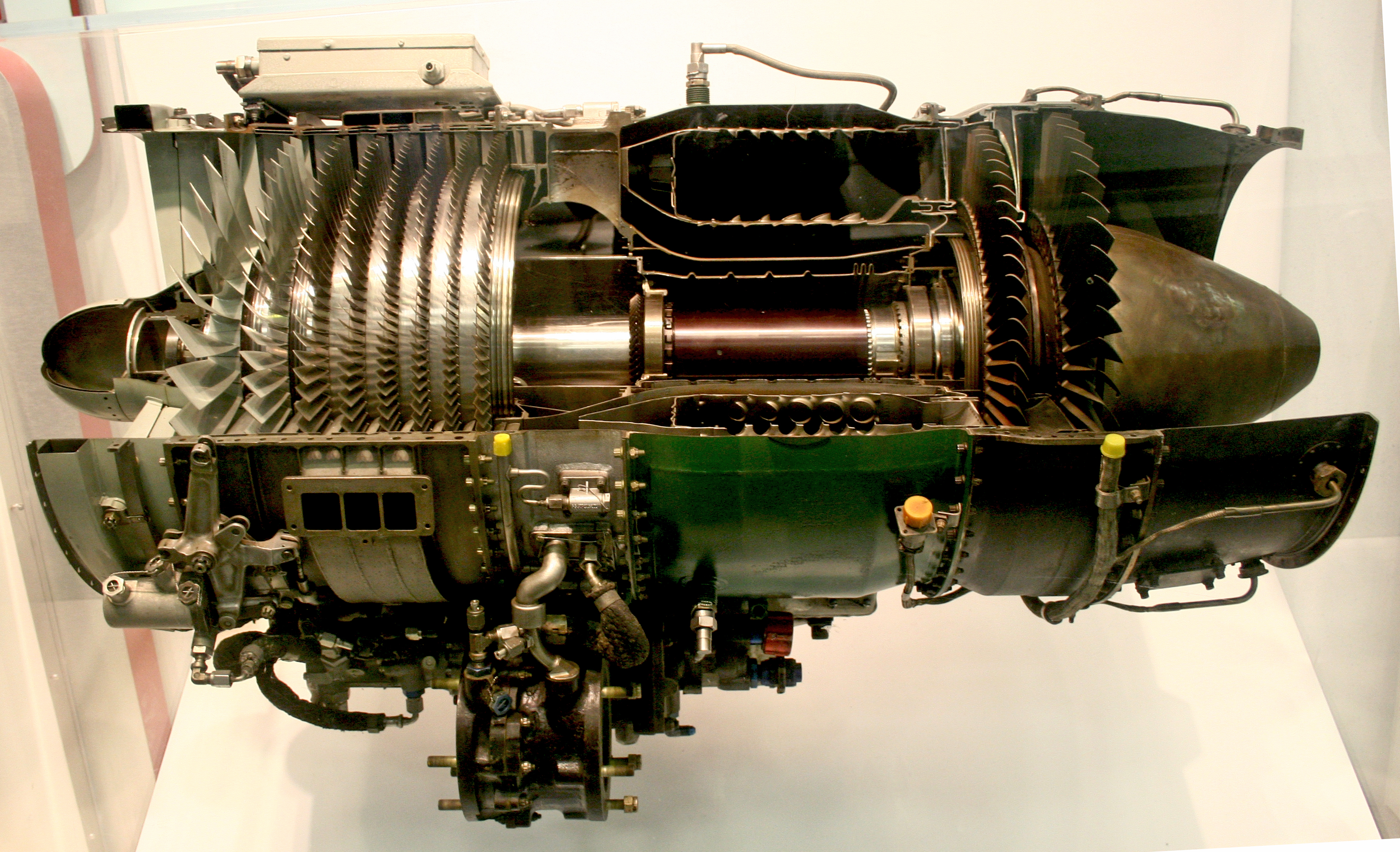
Газотурбінний двигун

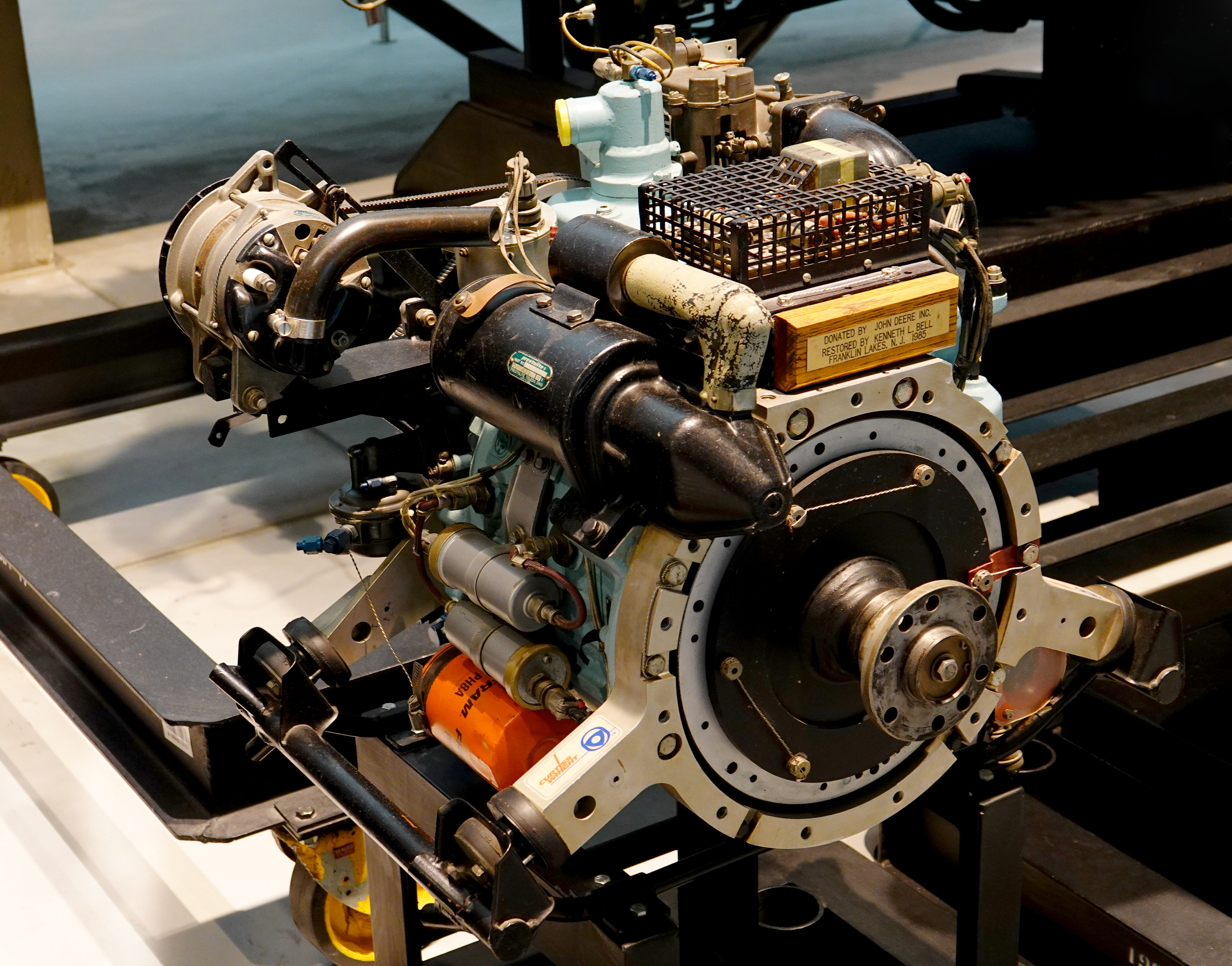
Роторний двигун

Двигу́н / руші́й вну́трішнього згоря́ння —різновид теплового двигуна, у якому паливна суміш згорає безпосередньо в робочій камері (всередині) двигуна. Продукти згоряння утворюють робоче тіло. Такий двигун є первинним, хімічним, і перетворює енергію згоряння палива на механічну роботу. Існує велика кількість різноманітних двигунів із внутрішнім згорянням, що відрізняються призначенням, способом віддачі потужності та іншими параметрами.
Потужні та легкі, двигуни внутрішнього згоряння дозволили створити не існувавші до цього види транспорту (автомобіль, мотоцикл, гвинтовий і реактивний літаки, вертоліт, ракету, космічний корабель, газотурбохід, судно на повітряній подушці), поліпшити економічність та екологічність  корабельних силових установок і локомотивів. Моторизація призвела до прискорення темпу життя людей, виникнення цілої автомобільної культури (США); у військовій справі дозволила розробити надзвичайно руйнівні машини смерті (танк, винищувач, бомбардувальник, ракети зі звичайною та ядерною боєголовкою, підводний човен із торпедами та інші).

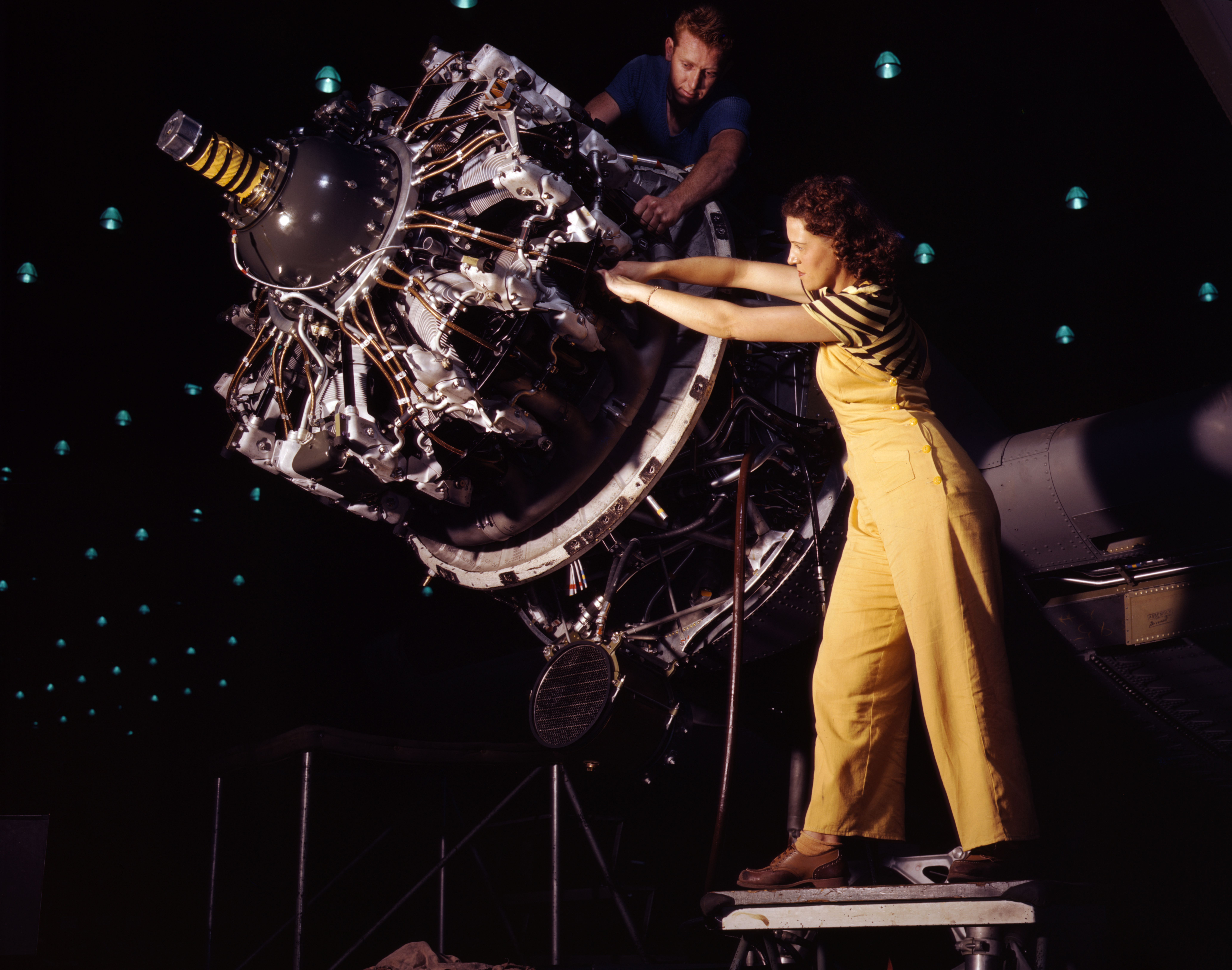
Зіркоподібний поршневий двигун на збірці в 1942 році

Альтернативне сімейство двигунів зовнішнього згоряння має роздільне паливо та робоче тіло, що зумовлює необхідність порівняно повільної передачі тепла згоряння від продуктів згоряння робочому тілу — тому їхня питома потужність значно нижча. Поряд із двигунами зовнішнього згоряння, двигуни внутрішнього згоряння широко використовуються для вироблення електроенергії, використовуваної електродвигунами та іншими споживачами.

## Історія створення

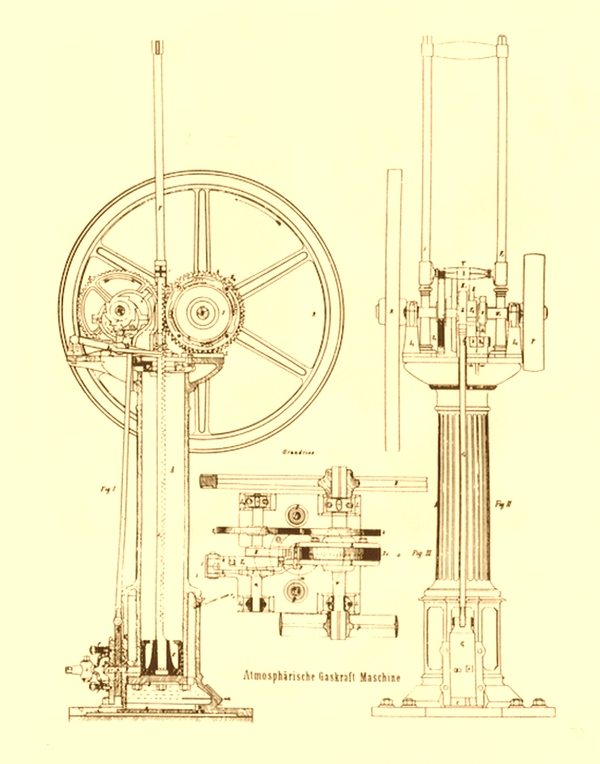

Теплові машини (переважно, парові) з моменту появи відрізнялися великими габаритами та масою, обумовленими застосуванням зовнішнього згоряння (потрібні котли, конденсатори, випарники,теплообмінники, тендери, насоси, водяні резервуари та ін.), водночас основна (функціональна) частина парової машини (поршень і циліндр) порівняно невелика. Тому думка винахідників весь час поверталася до можливості поєднання палива з робочим тілом двигуна, що дозволило згодом значно зменшити габарити та вагу, інтенсифікувати процеси впуску та випуску робочого тіла. Особливо важливими є ці відмінності на транспорті.

У створення різних ДВЗ зробили найбільший внесок такі інженери як Джон Барбер (винахід газової турбіни в 1791), Роберт Стріт (патент на двигун на рідкому паливі, 1794), Філіп Лебон (відкриття світильного газу в 1799 році, перший газовий двигун в 1801), Франсуа Ісаак де Ріваз (перший поршневий двигун, 1807), Жан Етьєн Ленуар (газовий двигун Ленуара, 1860), Раймонд Олександрович Корейво, Фрідріх Артурович Цандер, Вернер фон Браун (реактивні та турбореактивні двигуни, починаючи з 1930-х і закінчуючи програмою Аполлон).

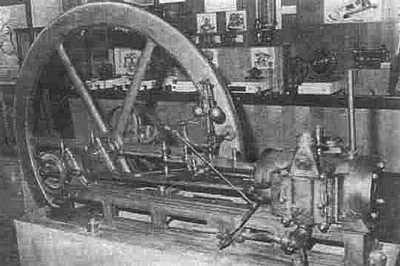
Газовий двигун Ленуара в паризькому Музеї мистецтв і ремесел

Перший патент на чотиритактний двигун внутрішнього згоряння отримав ще в 1862 Альфонс Бо де Роша (французький патент № 52593 від 16.01.1862). Проте, винахідником двигуна внутрішнього згоряння часто називають німецького інженера Ніколауса Отто, який у 1862 році розпочав виробництво й продаж двотактних двигунів. 1866 року Н. Отто та Е. Ланген удосконалили конструкцію двигуна Е. Ленуара, що привело до зростання коефіцієнта корисної дії. У 1876 році Отто сконструював чотиритактний двигун. 1877 року він отримав патент на газомоторний двигун. Цей патент було скасовано у 1886 році на користь патенту, виданого Альфонсу Бо де Роша на його конструкцію чотиритактного двигуна. У жовтні 1877 року ще один патент на газомоторний двигун був виданий Ніколаусу Отто і братам Френсісу та Вільяму Кросслі.
Перший двотактний бензиновий двигун сконструював Карл Бенц (перший патент отримано у 1879 році).
Рудольф Дізель у 1897 році сконструював перший дизельний двигун із високим коефіцієнтом корисної дії на вугільному пилу, двигун на гасі на який у 1898 році отримав патент.
Німецькі інженери Готтліб Даймлер та Вільгельм Майбах були серед піонерів конструювання автомобілів та мотоциклів — процесу, який розвивався паралельно із вдосконаленням двигунів. Ними був розроблений бензиновий мотор з карбюратором.
Таким чином, ДВЗ розвивалися з відставанням від парових машин (так, паровий насос для відкачування води був винайдений Томасом Севері в 1698 році), що було зумовлено відсутністю відповідного пального, матеріалів та технологій. Саму ідею ДВЗ запропонував Християн Гюйгенс ще 1678 року, як паливо нідерландський вчений пропонував використовувати порох. Англієць Етьєн Барбер намагався використати для цього суміш повітря з газом, отриманим при нагріванні деревини.

## Класифікація ДВЗ

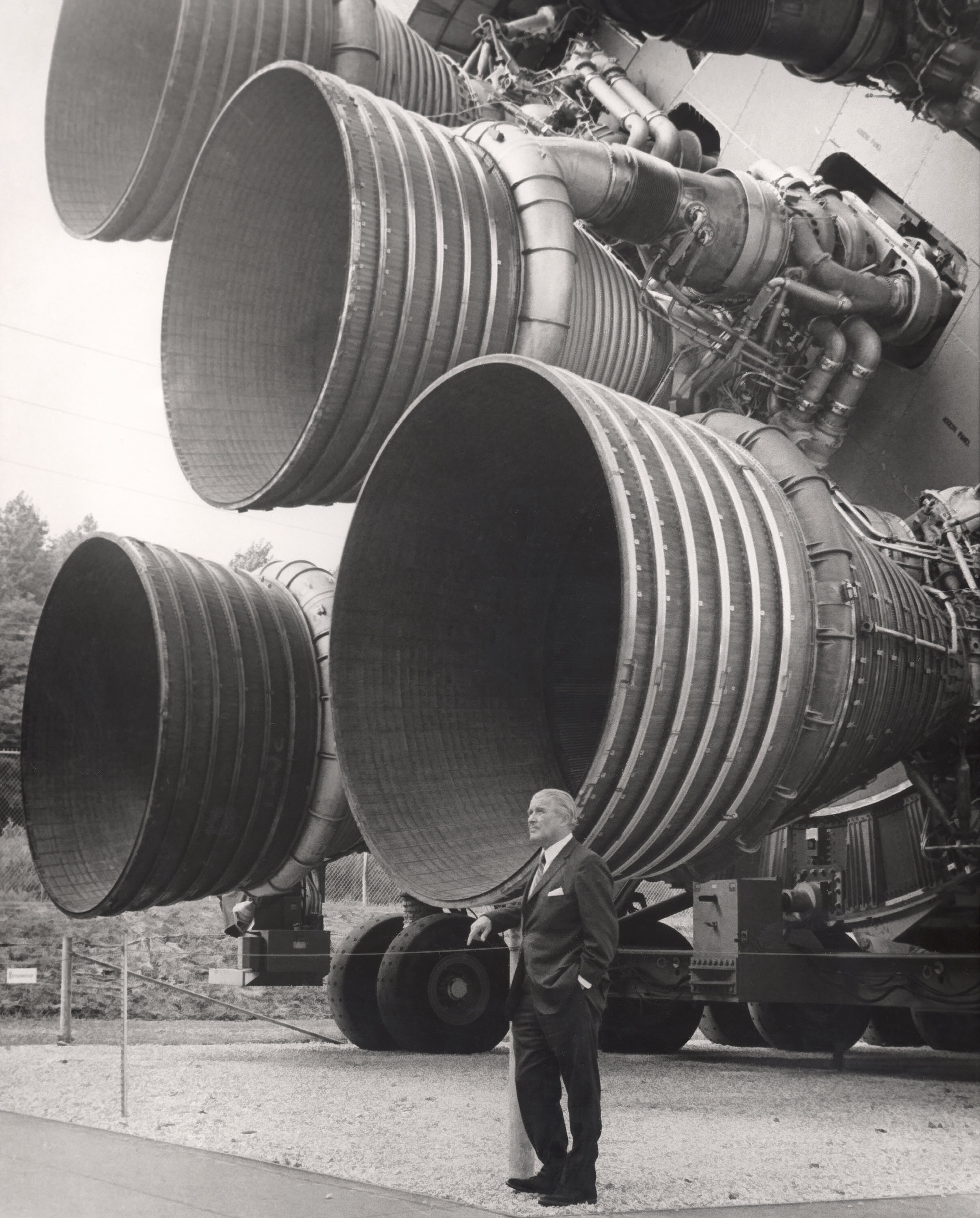
Реактивні ДВЗ F-1 на ракеті «Сатурн V»

### Пристрій
- Поршневі двигуни — камерою згоряння служить циліндр, зворотно-поступальний рух поршня за допомогою кривошипно-шатунного механізму перетворюється на обертання валу. Деякі типи поршневих ДВЗ не мають кривошипно-шатунного механізму (дизель-молот, вогнепальна зброя).
- Газотурбінні двигуни — для перетворення енергії газів у момент, що крутить, служить ротор із лопатками спеціального профілю. Перед згорянням у камері двигуна повітря стискається компресорною частиною, паливо впорскується в камеру згоряння.
- Роторно-поршневі двигуни — камеру згоряння обмежує трикутний ротор, що виконує функцію поршня.
- Реактивні двигуни  - потужність, що розвивається, відразу використовується для поступального руху ракети або літака, додаткове перетворення в крутний момент і трансмісія відсутня (двигун є також рушієм)[8]. Тому мають найвищі питомі потужнісні показники; є єдиними двигунами, здатними виводити апарати на орбіту.
- Турбореактивні двигуни — різновид реактивних, як окислювач використовує атмосферне повітря, що попередньо стискається компресорною частиною. З огляду на це може бути використаний тільки в межах земної атмосфери. Зазвичай їх неточно називають просто реактивними, наприклад, «літак із реактивним двигуном». Можна розглядати турбореактивний двигун і як різновид газотурбінного, тому що він має всі основні його частини, крім вихідного валу.
- Турбогвинтові двигуни  - газотурбінний, що приводить у рух повітряний гвинт. Застосовуються в авіації, на помірних швидкостях мають вищий ККД, ніж турбореактивні.

### За іншими критеріями
- за призначенням — на транспортні (автомобільні, суднові, літакові), стаціонарні та спеціальні.
- за родом застосовуваного палива — бензинові та газові двигуни, що працюють на важкому паливі дизелі.
- за способом утворення горючої суміші — зовнішнє (карбюраторні та інжекторні двигуни) і внутрішній (в циліндрі ДВЗ у дизелів та іскрових із безпосереднім упорскуванням).
- за обсягом робочих порожнин і вагогабаритних характеристик — легкі, середні, важкі, спеціальні.
- влаштування систем охолодження (повітряне, рідинне), та іншим.

Крім наведених вище загальних всім ДВЗ критеріїв класифікації існують критерії, якими класифікуються окремі типи двигунів. Так, поршневі двигуни можна класифікувати за тактністю і робочим процесом, за кількістю і розташуванням циліндрів, колінчастих і розподільних валів, за типом охолодження, за наявності або відсутності крейцкопфа, наддуву того чи іншого типу (атмосферний — без наддуву), за способом запалення, за кількістю карбюраторів, за типом газорозподільного механізму, за напрямом і частотою обертання колінчастого валу, по відношенню діаметра циліндра до ходу поршня, за рівнем швидкохідності (середньої швидкості поршня).

## Переваги та недоліки ДВЗ
Порівняно з двигунами зовнішнього згоряння ДВЗ:
- немає додаткових елементів теплопередачі — паливо саме утворює робоче тіло;
- компактніше, тому що не має цілого ряду додаткових агрегатів, часто важких та громіздких (паровий котел, конденсатор пари);
- з цих причин легше і дешевше (питома потужність набагато вища);
- економічніше через швидкий робочий процес із високою температурою згоряння без додаткової теплопередачі;
- споживає паливо, що має дуже жорстко задані параметри (випаровуваністю, температурою спалаху пари, щільністю, теплотою згоряння, октановим або цетановим числом), бо від цих властивостей залежить сама працездатність ДВЗ;
- не має можливості працювати по замкнутому циклу (як двигун Стірлінга), використання зовнішніх джерел теплоти неможливо.
- не має здатності розвивати крутний момент і потужність поза обертанням у робочих режимах, у переважній більшості випадків потребує передачі, що узгоджує вихідні параметри ДВЗ із навантаженням, і пристрої, що забезпечує запуск (на відміну від парової машини, що має максимум моменту при торканні від нульових оборотів).
- Майже всі види палива для ДВЗ — невідновлювані ресурси (природний газ і нафтопродукти). Винятки (етиловий спирт, біогаз, генераторний газ) використовуються рідше, зважаючи на зниження вихідних характеристик двигуна (крутного моменту, потужності, швидкості обертання). Водень застосовується через дорожнечу та труднощі зберігання в рідкому вигляді здебільшого для двигунів космічних кораблів, застосування в наземному транспорті поширення не отримало[9].

## Поршневі ДВЗ

Принцип роботи чотиритактного двигуна внутрішнього згоряння. Такти:
1. Впуск.
2. Стиснення.
3. Робочий хід.
4. Випуск

### Конструкція і принцип дії
Механічна система двигуна внутрішнього згоряння сконструйована так, що його робота розбивається на послідовність періодичних циклів, кожен із яких складається з кількох тактів. Один із тактів — робочий, під час цього такту розширення гарячих стиснених газів призводить до руху поршня, інші виконують допоміжні функції, серед яких всмоктування суміші палива із повітрям або тільки повітря, звільнення робочої камери від відпрацьованих газів та продуктів згоряння тощо. Найпоширеніші конструкції двигунів внутрішнього згоряння — двотактні та чотиритактні.
Винахідником одного із двотактних двигунів був українець родом із Галичини Михайло Кос, двигун запатентований під назвою «Кос-мотор».
Серед різноманітних конструкцій двигунів внутрішнього згоряння найчастіше зустрічаються дизельні, інжекторні (з моно- чи розподіленим впорскуванням) та карбюраторні. У дизельних двигунах паливо впорскується безпосередньо в циліндр і загоряється у процесі впорскування за рахунок високого тиску стисненого повітря. В інжекторних — паливо впорскується у впускний колектор двигуна, через який разом із повітрям потрапляє у циліндри. З'явились бензинові інжекторні двигуни, у яких паливо впорскується безпосередньо в циліндр (безпосереднє впорскування). У карбюраторних двигунах використовується спеціальний пристрій, карбюратор, у якому створюється суміш палива та повітря. Стиснена робоча суміш у карбюраторних та інжекторних двигунах потребує примусового запалювання від електричної іскри.
Принцип дії двигуна внутрішнього згоряння можна розглянути на прикладі чотиритактного карбюраторного двигуна. Основним елементом такого двигуна є циліндр, усередині якого відбувається згоряння палива. Як правило, їх кілька. Тому кажуть про одно-, дво-, чотири-, п'яти-, шести-, восьми-, дванадцяти-, шістнадцяти та навіть вісімнадцятициліндрові двигуни. У кожному циліндрі встановлено рухомий поршень.
Чотиритактним двигун називається через те, що його роботу можна розділити на чотири, рівні за часом, частини. Поршень чотири рази пройде по циліндру — двічі вгору і двічі вниз. Такт починається при перебуванні поршня в крайній нижній або верхній точці. У автомобілістів-механіків це називається верхня мертва точка (ВМТ) і нижня мертва точка (НМТ).
Циліндр має два чи більше отворів із клапанами — впускними і випускними. Робота двигуна внутрішнього згоряння ґрунтується на чотирьох послідовних процесах — тактах, які весь час повторюються. Перший такт — це впуск пальної суміші (або повітря), що здійснюється через впускний клапан, коли поршень рухається вниз. Після того, як поршень досягне нижньої мертвої точки, чи після її проходження, всмоктування палива припиняється і впускний клапан закривається. Під час другого такту, коли поршень рухається вгору, відбувається стискання суміші (повітря), внаслідок чого її тиск і температура підвищуються. У верхній мертвій точці положення поршня (чи близько неї) суміш запалюється електричною іскрою від свічки запалювання. Суміш миттєво спалахує, через значне нагрівання повітря і продукти згоряння розширюються й тиснуть на поршень. Сила тиску штовхає поршень донизу, відбувається третій такт — робочий хід, під час якого виконується робота. За допомогою хитневого механізму рух поршня передається корбовому валу, який з'єднано з колесами автомобіля за допомогою трансмісії. Виконуючи роботу, суміш розширюється й одночасно охолоджується. Після проходження поршнем нижньої мертвої точки або близько неї відкривається випускний клапан і під час руху поршня вгору продукти згоряння палива витісняються із циліндра через випускний клапан, який закривається після проходження поршнем верхньої мертвої точки. Протягом короткого проміжку часу і випускний і впускний клапани перебувають у відкритому стані. Цей стан називають «перекриттям клапанів».

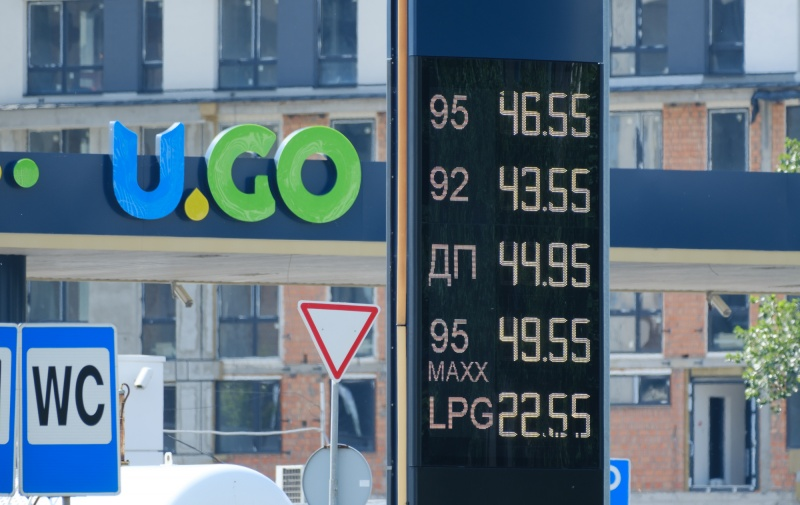
Пропан завжди дешевше бензину та дизелю, що дозволяє економити на паливі (ціни — Україна, липень 2023)

Від чіткої роботи клапанів залежить ступінь стиснення в циліндрах, повне видалення відпрацьованих газів і необхідна кількість паливно-повітряної суміші, що всмоктується. Після четвертого такту настає черга першого. Процес повторюється циклічно. Уся ця система потрібна для того, щоб маховик та колінчастий вал почали обертатись і тоді машина зможе розпочати рух.

### Пальне
Як паливо для двигунів внутрішнього згоряння використовуються продукти переробки нафти: бензин, гас, дизельне паливо, зріджений нафтовий газ тощо. Двигуни внутрішнього згоряння можуть працювати також на зрідженому природному газі та спиртах: етанолі й метанолі. Синтетичне паливо для використання у двигунах внутрішнього згоряння отримують із природного газу, вугілля або біомаси завдяки процесу Фішера — Тропша.
У майбутньому як паливо може використовуватися водень, який має ту перевагу, що продуктом його згоряння є вода, однак для використання водню необхідно подолати технічні проблеми, пов'язані з великими об'ємами необхідних паливних баків та іншими складнощами.

## Двигуни внутрішнього згоряння із примусовим запалюванням
У двигунах внутрішнього згоряння із примусовим запалюванням (із запалюванням від іскри) використовуються палива, які легко утворюють горючі суміші з повітрям і характеризуються досить високою стійкістю до передчасного самозапалювання. У таких двигунах паливна суміш або готується попередньо у карбюраторі, або утворюється при впорскуванні палива в систему паливоподачі чи безпосередньо у циліндри. Карбюраторні двигуни були найпоширенішим типом бензинових двигунів. Останніми роками вони витіснені двигунами з впорскуванням бензину. ККД карбюраторного двигуна може досягати 33—36 %, однак при епізодичних і часткових навантаженнях він істотно менший і становить 15—20 %. Це зумовлюється зменшенням термічного ККД при неповних навантаженнях, коли дроселювання подачі палива спричиняє зниження тиску в камері згоряння. З врахуванням того, що в міських умовах автомобільні двигуни працюють у змінному режимі, середній ККД їх невеликий.
Цього недоліку позбавлені двигуни з безпосереднім чи розподіленим впорскуванням палива, у яких подача палива регулюється електронною системою в залежності від навантаження двигуна. Такими двигунами обладнується переважна більшість нових легкових автомобілів. Однак системи впорскування палива працюють у жорсткому тепловому режимі і висувають підвищені вимоги до якості палива.

Схема роботи роторного двигуна Ванкеля

 У 1954 р. Ф. Ванкель сконструював роторно-поршневий двигун, який має ряд переваг порівняно із звичайними поршневими. Зокрема, двигун Ванкеля менш чутливий до октанового числа палива, має менші масу й габарити, легше форсується. Недоліки двигунів Ванкеля — підвищений вміст вуглеводнів у відпрацьованих газах, вища порівняно з чотиритактним двигуном питома витрата палива (на 7—10 %) та швидке зношування ущільнень ротора, що є перешкодою до широкого застосування. Проте, японська фірма MAZDA на початку 1990-х років випускала близько 150 тис. автомобілів на рік, обладнаних роторно-поршневими двигунами; виробництво мотоциклів і автомобілів із цими двигунами освоєно й у деяких інших країнах.
При роботі двигуна на низькооктанових бензинах і в несприятливих умовах спостерігається детонація, тобто вибухове горіння суміші в камері згоряння з утворенням ударних хвиль. Це приводить до підвищеного зношування деталей двигуна та небезпеки його пошкодження, а також до неповного згоряння палива, підвищеної димності і токсичності відпрацьованих газів. Відомо, що основною причиною детонації є самозаймання окремих ділянок горючої суміші в камері згоряння, що відбувається раніше того моменту, як до них дійде фронт полум'я від свічки запалювання. Перед самозайманням компоненти палива попередньо окиснюються, чому сприяє висока температура, яка розвивається при стисканні. Та частина горючої суміші, що вже згоріла, внаслідок високої температури і високого тиску, починає стискати ту частину горючої суміші, що ще не згоріла. Внаслідок лавиноподібного наростання температури і тиску виникає ударна хвиля, швидкість поширення якої, значно перевищує швидкість звуку в цьому середовищі. Вдаряючи в стінки камери згоряння і дно поршня, ударна хвиля поступово руйнує їх. Причому, руйнуються ті частини камери згоряння, які найбільше віддалені від свічки запалювання. Виникнення детонації супроводжується характерним дзвінким «стуком», що надходить від камери згоряння, і може вловлюватися спеціальним датчиком. Сигнал від датчика через систему керування двигуном має вплив на значення кута випередження запалювання, зменшуючи цей кут доти, поки детонація не зникне.
Для запобігання детонації бензини повинні мати достатню стійкість до самозаймання, що виражається октановим числом (ОЧ) палива. Вимоги до октанового числа залежать від ступеня стиску, основних геометричних розмірів двигуна, конструкції камери згоряння і розташування свічки запалювання, ефективності охолодження, складу паливоповітряної суміші, атмосферно-кліматичних умов і інших факторів. Для кожного двигуна, що використовує бензин, існує оптимальне значення ОЧ, пов'язане зі ступенем стиску (ε) і діаметром (D в мм) наближеною емпіричною залежністю:

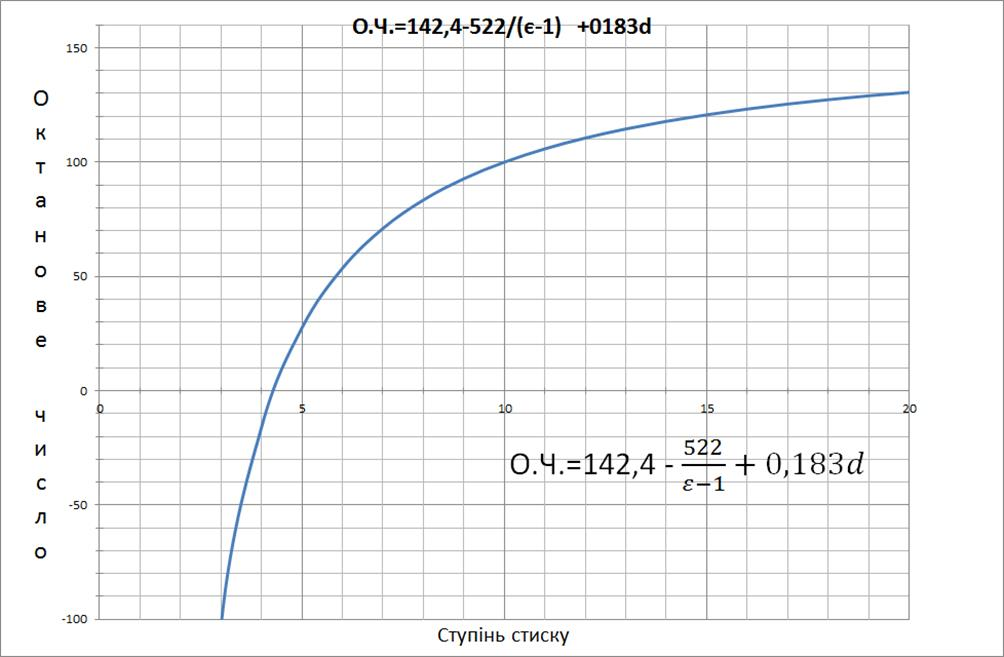
залежність необхідного октанового числа до цього степеня стиску

ОЧ = 145,2 − 521,4/(ε-1) + 0,189·D.
З формули випливає, що октанове число не може бути більше, ніж 158.

## Двигуни внутрішнього згоряння із запалюванням від стиску

Робота 4-тактного дизельного двигуна. Клапани: ліворуч — впуск повітря; праворуч — вихлопні гази.

Двигун із запалюванням від стиску був запропонований Рудольфом Дізелем у 1897 р. Він виявився менш вимогливим до палива, ніж карбюраторний двигун, і міг працювати практично на всіх видах палива, аж до мазутів. У Росії в 1898 р. на заводі «Російський дизель» був розроблений двигун, що працює на сирій нафті. Протягом XX ст. двигун Дізеля одержав величезне поширення. Його термічний ККД вищий, ніж у двигунів, що працюють за циклом Отто, і для вихрокамерних двигунів досягає 36 %, а для двигунів із безпосереднім впорскуванням — 42 %. Великогабаритні суднові дизелі з наддувом мають ступінь стиснення порядку 11—14 і ККД понад 50 %. Для полегшення пуску дизелі можуть мати свічки розжарювання, електрофакельні форсунки або інші пристрої.
У дизельному двигуні спалах палива відбувається інакше. У розігріте від адіабатичного стиску в циліндрі повітря через форсунку впорскується і розпорошується порція палива. При розпилюванні навколо окремих крапель палива, що випаровуються, виникають вогнища згоряння, і в міру впорскування порція палива згоряє у вигляді факела. Позаяк дизельні двигуни не схильні до детонації (через початок подачі та згоряння палива після ВМТ такту стиснення), ступінь стиснення детонацією не обмежена. Підвищення її понад 15 практично зростання ККД не дає, оскільки при цьому максимальний тиск обмежують шляхом тривалішого згоряння та зменшенням кута випередження упорскування. Однак малорозмірні вихрекамерні дизелі можуть мати ступінь стиснення до 26 для надійного займання в умовах великого тепловідведення і для меншої жорсткості роботи. Запалювання палива, впорсненого в камеру згоряння, відбувається не одразу, а після періоду затримки, протягом якого паливо, яке надійшло в камеру згоряння, встигає прогрітися, прореагувати з киснем повітря й утворити первинні продукти окиснення. Чим довший період затримки запалювання, тим більше часу на підготування горючої суміші, і тим активніше вона згоряє. Якщо період затримки запалювання занадто великий, то тиск у камері згоряння наростає дуже швидко, зростають ударні навантаження на поршень — спостерігається жорстка робота двигуна.
Оптимальний період затримки запалювання залежить від конструкції камери згоряння і від здатності палива до самозапалювання, що виражається цетановим числом (ЦЧ) палива.
Дизельні двигуни зазвичай менш швидкохідні, тому при рівній потужності з бензиновим характеризуються більшим крутним моментом на валу. Великі дизельні двигуни пристосовані для роботи на важких паливах, наприклад, на мазуті. Запуск великих дизельних двигунів здійснюється, як правило, стисненим повітрям, або, у випадку з дизель-генераторними установками, від приєднаного електричного генератора, який при пуску виконує роль стартера.
Сучасні двигуни, звані дизельними, працюють не за циклом Дизеля, а за циклом Трінклера — Сабате зі змішаним підведенням теплоти. Недоліки їх обумовлені особливостями робочого циклу — вищою механічною напруженістю, що вимагає підвищеної міцності конструкції і, як наслідок, збільшення її габаритів, ваги та збільшення вартості за рахунок ускладненої конструкції та використання дорожчих матеріалів. Також дизельні двигуни за рахунок гетерогенного згоряння характеризуються неминучими викидами сажі та підвищеним вмістом оксидів азоту у вихлопних газах.

### Газодизельний двигун
Основна порція збідненого газоповітряного заряду готується, як у будь-якому з газових двигунів, але запалюється не електричною іскрою, а запальної порцією дизпалива, що впорскується в циліндр аналогічно дизельному двигуну. Зазвичай є можливість роботи з дизельним циклом. Застосування: важкі вантажівки, автобуси, тепловози (найчастіше маневрові). Газодизельні двигуни, як і газові, дають менше шкідливих викидів, до того ж природний газ дешевший. Такий двигун часто отримують дооснащення серійного, при цьому економія дизпалива (ступінь заміщення газом) становить близько 60 %. Зарубіжні фірми також активно розробляють такі конструкції.

### Дизель-молот
Різновид дизельного двигуна з віддачею енергії як поступального руху поршня (баби). Не має кривошипно-шатунного механізму, систем охолодження та мастила. Розпилення палива в старих конструкціях відбувається при ударі баби в лунку шабота, у новіших розпиленням форсункою.

### Вільно-поршневий двигун внутрішнього згоряння
Різновид дизельного двигуна з віддачею енергії як енергії стисненого газу. Поршень, що коливається в циліндрі, віддає енергію, стискаючи газ у підпоршневому просторі. Таким чином, зникає потреба в окремому поршневому або відцентровому компресорі, а також кривошипно-шатунному механізмі.

## Газова турбіна

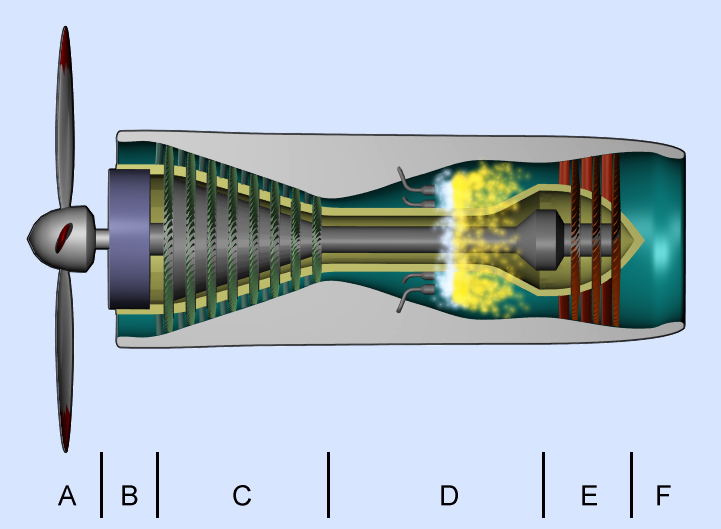
Турбогвинтовий двигун на базі газової турбіни:
A Повітряний гвинт, B Механічна передача, C Компресор, D Камера згоряння, E Турбіна, F Випускні сопла. Газова турбіна включає елементи від C до E.

У газових турбінах спалювання палива відбувається в спеціальній камері згоряння. Паливо до неї подається насосом через форсунку. Повітря, необхідне для горіння, нагнітається в камеру згоряння за допомогою компресора, що встановлений на одному валу з газовою турбіною. Продукти згоряння через напрямний апарат надходять на лопатки робочого колеса турбіни. Кінетична енергія газів змушує обертатися ротор турбіни, перетворюючи енергію газу у механічну роботу. Частина потужності турбіни витрачається на приведення у дію компресора, а решта є корисною вихідною потужністю.
Газові турбіни мають лише обертові рухомі елементи, у зв'язку з чим можуть працювати на високих частотах обертання. Крім того, на лопатках турбіни можна повніше використати енергію гарячих газів. Основним недоліком газових турбін є порівняно невисока економічність і робота лопаток у середовищі газу з високою температурою (зниження температури газів для підвищення надійності лопаток погіршує економічність турбіни).
Газові турбіни широко використовуються як допоміжні агрегати в поршневих і реактивних двигунах, а так само як самостійні силові установки. Застосування жаростійких матеріалів дозволяє підвищити показники газових турбін і розширити область їхнього використання.

## Реактивний двигун

Схема зон та конструктивних елементів реактивного авіадвигуна:
1. Впуск повітря.
2. Знижений тиск компресії.
3. Підвищений тиск компресії.
4. Горіння.
5. Вихлоп.
6. Гарячий тракт.
7. Турбіна.
8. Камера згоряння.
9. Холодний тракт.
10. Повітрозабірник

У рідинних реактивних двигунах рідке паливо й окислювач (повітря) тим або іншим способом (наприклад, насосами) подаються з баків під тиском у камеру згоряння. Продукти згоряння розширюються в соплі і викидаються у навколишнє середовище з великою швидкістю. Витікання газів із сопла є причиною виникнення реактивної сили (сили тяги) двигуна.
Особливістю реактивних двигунів є те, що сила тяги їх майже не залежить від швидкості руху реактивної установки, а потужність її зростає зі збільшенням швидкості надходження у двигун повітря, тобто з підвищенням швидкості руху. Ці властивості використовують у турбореактивних двигунах в авіації. Основний недолік реактивних двигунів — відносно низька економічність.

## Комбінований двигун

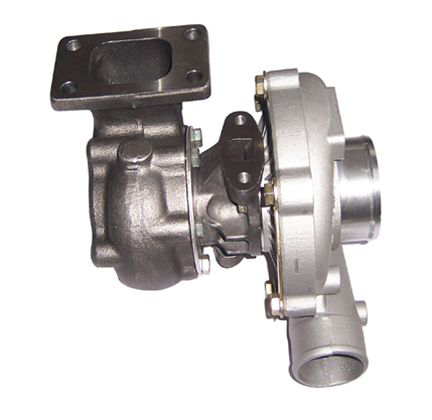
Турбокомпресор системи турбонаддування двигуна внутрішнього згоряння

У процесі робочого циклу поршень різко змінює швидкість і навіть напрямок свого руху. Такий механізм не може бути ефективним. Тому, дедалі більшого поширення набувають так звані комбіновані двигуни. Комбінованим двигуном внутрішнього згоряння називають двигун, що складається з поршневого двигуна, компресійних і розширювальних машин (або пристроїв), а також пристроїв для підведення й відводу теплоти, об'єднаних між собою газовим зв'язком.
Корисна робота в такій установці передається споживачеві валом поршневого двигуна або валом іншої розширювальної машини або обома валами одночасно. Кількість компресійних і розширювальних машин, їхні типи й конструкція, зв'язок із поршневим двигуном і між собою визначаються призначенням комбінованого двигуна, його конструктивною схемою й умовами експлуатації. Найбільш компактним й економічними є комбіновані турбопоршневі двигуни, у яких продовження розширення випускних газів поршневої частини й попередній стиск свіжого заряду виробляються в турбомашинах, причому віддача потужності споживачеві частіше здійснюється через вал поршневої частини.
Комбінований двигун однієї із широко розповсюджених схем складається з поршневого двигуна внутрішнього згоряння та турбокомпресора (газової турбіни і компресора). Випускні гази з поршневого двигуна, які мають ще високі температуру й тиск, віддають свою енергію лопаткам робочого колеса газової турбіни, яка своєю чергою приводить у дію компресор. Компресор засмоктує повітря з атмосфери й під певним тиском нагнітає його в циліндри поршневого двигуна.
Збільшення наповнення циліндрів двигуна повітрям шляхом підвищення тиску на впуску називають наддуванням а описана вище конструкція — системою турбонаддування. При наддуванні густина повітря підвищується і, отже, збільшується кількість свіжого заряду, що заповнює циліндр при впуску, порівняно із зарядом повітря в тому ж двигуні без наддування.
Основними перевагами комбінованого двигуна є його малі робочий об'єм і маса, що припадають на одиницю потужності і, що не менш важливо, висока економічність, яка часто перевершує економічність звичайного (атмосферного) поршневого двигуна.

## Вогнепальна зброя

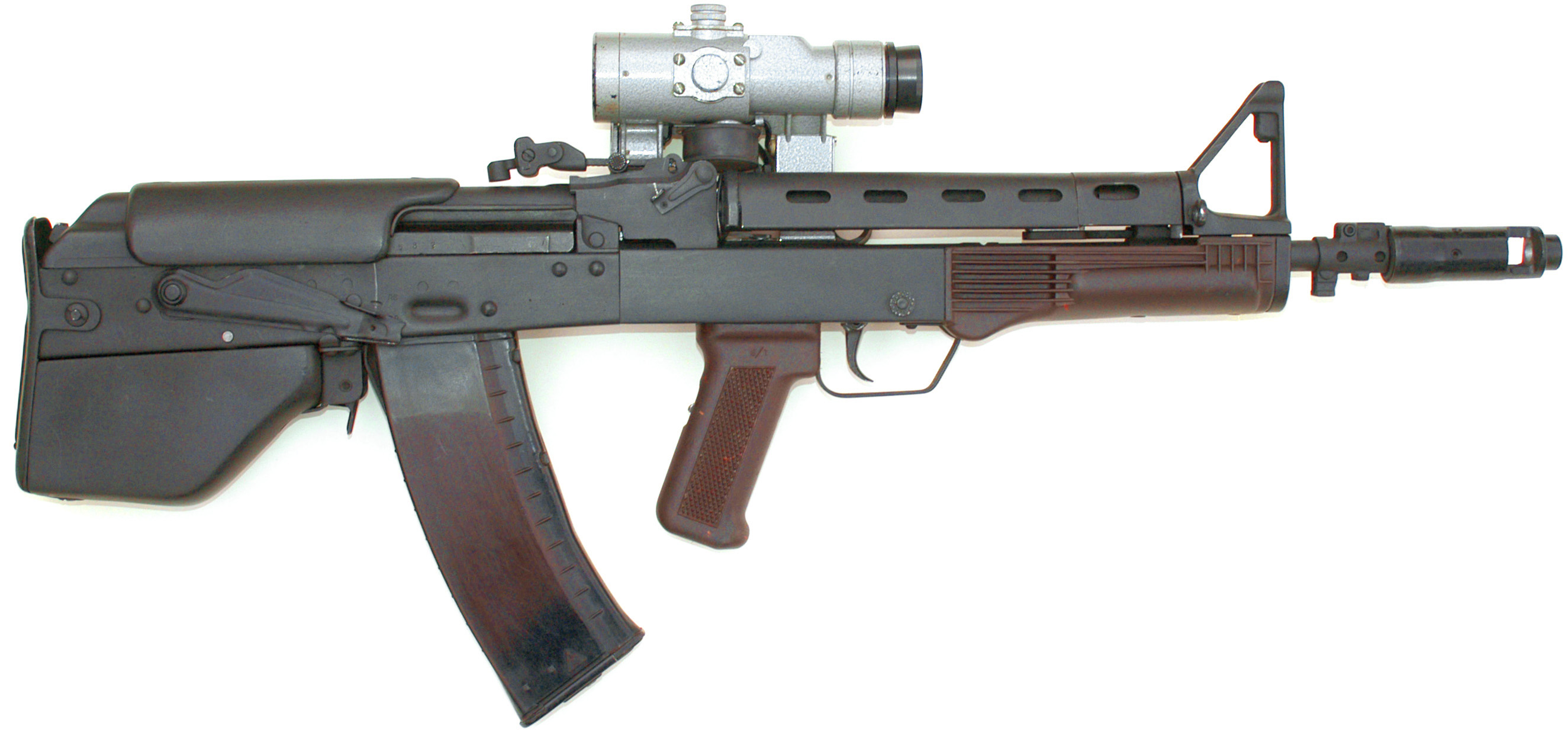
Вогнепальна зброя — найстаріший вид ДВЗ

Є найпершим за часом винаходу різновидом поршневого двигуна внутрішнього згоряння.
Особливістю вогнепальної зброї, як теплового двигуна, служить тверде паливо, що має високі об'ємну теплоту згоряння і швидкість згоряння, що забезпечує багаторазове збільшення об'єму продуктів згоряння і ефективний розгін куль або снарядів, що служать поршнем. Як і інші двигуни, може мати повітряне та рідинне охолодження; у масивних гарматних установках застосовують примусове продування, що охолоджує ствол після кожного пострілу. Запалювання палива проводиться ударом бойка по капсулі. З кожним циклом роботи такий двигун розганяє кулю або снаряд, що вражають ціль.

## Системи ДВЗ
Крім основних (функціональних) частин, що забезпечують перетворення енергії гарячого газу в крутний момент або поступальний рух, ДВЗ мають додаткові системи: системи подачі палива, мастила, охолодження, запуску ; дивлячись по конструкції двигуна — системи газорозподілу, упорскування палива, запалення, та інші. Ефективність цих систем, особливо пов'язаних із подачею пального та повітря, прямо впливає на потужність, економічність, та екологічність двигуна, характеристики ж інших (система запуску, мастила, охолодження, система очищення повітря) позначаються переважно на масогабаритних показниках та ресурсі.

## Характеристики ДВЗ
Споживчі якості двигуна (приймаючи за зразок класичний поршневий або комбінований двигун, що віддає крутний момент) можна схарактеризувати такими показниками:
1. Масові показники, кг на літр робочого обсягу (зазвичай від 30 до 80) — питома маса, й у кВт/кг — питома потужність. Вони важливіші для транспортних, особливо для авіаційних двигунів.
2. Питома витрата палива, г/л. с.·год (г/кВт·год), або для конкретних видів палив із різною щільністю та агрегатним станом, л/кВт·год, м3/кВт·год.
3. Ресурс у годинах (мотогодинах). Деякі застосування ДВЗ не вимагають великого ресурсу (пускові ДВЗ, двигуни ПТУР, торпед і дронів), і тому в їх конструкції можуть бути відсутні, наприклад, фільтри для масла і повітря. Ресурс таких специфічних ДВЗ, як вогнепальна зброя, обчислюють у кількості пострілів до зміни ствола. Найдовговічніші двигуни повинні мати ресурс у десятки та сотні тисяч годин (суднові та потужні стаціонарні), відповідний ресурсу судна або силової установки.
4. Екологічні показники (як самостійні, і у складі транспортного засобу), що визначають можливість його експлуатації.
5. Транспортні характеристики, що визначають криву моменту, що крутить, залежно від числа оборотів. При роботі двигуна по гвинтовій характеристиці, зазвичай без трансмісії, спеціальне коригування транспортної характеристики не потрібно, але в автомобілях і тракторах хороша транспортна характеристика (високий запас крутного моменту, тихохідна настройка) дозволяють зменшити кількість передач у трансмісії та полегшити управління.
6. Шумність двигуна, що часто визначається його застосуванням у люксових моделях автомобілів або підводних човнах. Для зниження шумності часто знижують жорсткість підвіски двигуна, ускладнюють схеми випуску газів (наприклад, випуск газів через гвинт у підвісних двигунах), а також капотують.

### Швидкісні характеристики

Зовнішня швидкісна характеристика 2,7-літрового шестициліндрового двигуна Porsche Boxster

ДВЗ, що віддають потужність на вихідний вал, зазвичай характеризуються кривими моменту, що крутить, і потужності залежно від частоти обертання валу (від мінімально стійких оборотів холостого ходу до максимально можливих, при яких ДВЗ може довго працювати без поломок). Додатково до цих двох кривих може бути представлена крива питомої витрати палива. За результатами аналізу таких кривих визначається коефіцієнт запасу моменту, що крутить (він же коефіцієнт пристосовуваності), та інші показники, що впливають на конструкцію трансмісії.

Швидкісні характеристики ДВЗ із кількісним регулюванням: 1 — зовнішня, 2 і 3 — часткові при різних положеннях дросельної заслінки. При кількісному регулюванні максимум моменту, що крутить, при зниженні потужності зміщується в область низьких оборотів.

Швидкісні характеристики ДВЗ із якісним регулюванням (зазвичай дизелі): 1 — абсолютна, 2 — зовнішня, 3 та 4 — часткові при різній цикловій подачі. При якісному регулюванні (немає дроселя) максимум моменту, що крутить, залишається приблизно в тому ж районі частот обертання при різній потужності.

Для споживачів виробники надають зовнішні швидкісні характеристики з нетто-потужністю ISO-1585, згідно з регіональним стандартом вимірювання потужності ДВЗ, який залежить від температури, тиску, вологості повітря, застосовуваного палива та наявності відбору потужності на встановлені агрегати. Двигуни виробників США зазвичай випробовують за іншим стандартом (SAE). Зовнішню цю характеристику називають тому, що лінії потужності і моменту, що крутить, проходять вище часткових швидкісних характеристик, і не можна отримати потужність вище цієї кривої маніпуляціями з органами подачі палива.
У публікаціях 1980-х років і більш ранніх наводяться швидкісні характеристики, що базуються на вимірі потужності брутто (крива моменту, що крутить, відповідно, також розташовується на графіку вище).
Крім повних, у розрахунках транспортних трансмісій активно використовуються часткові швидкісні характеристики  - ефективні показники двигуна при проміжних положеннях регулятора подачі палива (або дросельної заслінки у разі бензинових двигунів). Для транспортних засобів із гребними гвинтами на таких характеристиках наводять гвинтові характеристики при різних положеннях кроку гвинта з кроком, що регулюється.
Існують і інші характеристики, що не публікуються для споживачів, наприклад, з кривими індикаторної потужності, індикаторної витрати палива та індикаторного крутного моменту та використовувані при розрахунку ДВЗ, а також абсолютна швидкісна характеристика, що показує максимально можливу потужність цього двигуна, яку можна отримати при подачі більшої кількості палива, ніж номінальному режимі. Для дизельних двигунів будується також лінія димлення, робота за якою не допускається.
Робота на абсолютній характеристиці практично (крім пуску ДВЗ) не проводиться, оскільки при цьому знижується економічність та екологічність двигуна, скорочується ресурс (особливо для дизельних двигунів, у яких робота за лінією димлення скорочує ресурс двигуна до лічені години). Характерна відмінність швидкісних характеристик дизельного та іскрового двигуна (часткові швидкісні характеристики другого різко знижуються в області великих оборотів) викликано різним способом регулювання потужності: у газових та бензинових двигунах подача повітря або горючої суміші обмежується дросельною заслінкою (кількісне регулювання), та при збільшенні дроселювання різко зменшується зі зростанням оборотів, у дизельних двигунах кількість повітря залишається колишнім (якісне регулювання), і крутний момент знижується приблизно пропорційно подачі палива за цикл.
Це спричиняє два наслідки: перше, бензинові двигуни мають вищий коефіцієнт пристосовності, і тому автомобіль, оснащений таким двигуном, може мати меншу кількість передач у коробці швидкостей; друге, дизельні двигуни значно менше знижують свій ККД під час роботи на часткових швидкісних характеристиках. У зв'язку з цим, пізні моделі двигунів з упорскуванням палива в циліндри (FSI) на неповних навантаженнях дроселюють менше, при цьому в циліндрах відбувається так зване пошарове сумішоутворення (осередок згоряння навколо факела палива в центрі оточений повітрям). Одночасно зі зростанням ККД такий процес згоряння знижує викиди. Таким чином, ці двигуни будуть мати проміжні характеристики між згаданими.
З іншого боку, останні десятиліття стали активно застосовувати дроселювання дизельних двигунів, що вводиться з метою поліпшення транспортної характеристики. Найбільший ефект дроселювання дає на дизелях, забезпечених турбонаддувом.

### Ресурс ДВЗ
Значною мірою визначається конструкцією та ступенем форсування. Останнім часом, у зв'язку із зростанням екологічних вимог, гранично допустимий ресурс двигуна обмежений не лише його зниженням потужності та витрати палива, а й зростанням шкідливих викидів.
Для поршневих та роторних ДВЗ ресурс значною мірою обумовлений зносом ущільнень поршня (поршневі кільця) або ротора (торцеві ущільнення), для газотурбінних та реактивних — втратою міцності матеріалом та деформацією лопаток. У всіх випадках відбувається поступове зношування підшипників і ущільнень валів, а у зв'язку із залежністю основного механізму двигуна від допоміжних агрегатів ресурс обмежений відмовою першого з них.
Зазвичай двигуни мають інтервали обслуговування, пов'язані з промиванням або зміною фільтрів, також олії, свічок запалювання, зубчастих ременів або ланцюгів. Дивлячись по конструкції, двигуни потребують різних типів перевірочних та регулювальних робіт, що гарантують наступний період безвідмовної роботи двигуна. Однак навіть при дотриманні всіх правил обслуговування двигун поступово зношується. Крім встановленого заводом ресурсу (зумовленого твердістю і притирання деталей, що зношуються, і тепловим режимом), за інших рівних умов двигун значно довше служить на часткових потужних режимах.

## Вплив ДВЗ на екологію, екологічні вимоги до конструкції ДВЗ
Усередині ДВЗ, крім згоряння палива, відбувається також утворення оксидів азоту (NOx), моноокису вуглецю (CO), та різних вуглеводнів (CxHy, частіше пишуть CH). Дизельні двигуни можуть викидати елементарний вуглець у вигляді сажі (C). Кількість речовин, що утворюються, залежить у кінцевому рахунку від протікаючого робочого процесу, зокрема, температури згоряння, кількості палива в прилеглих до стінок камери згоряння областях (зони гасіння полум'я), часу згоряння, а також гомології та елементарного складу палива (так, водневе паливо не може давати викидів CO, CH і C, оскільки не містить вуглецю, бензини з великим вмістом ароматичних вуглеводнів дають великі викиди бенз-альфа-пірена тощо). Ці речовини завдають шкоди навколишньому середовищу та людині, і називаються шкідливими викидами.
У перші десятиліття застосування двигунів внутрішнього згоряння шкідливим викидам не приділялося достатньо уваги, оскільки автомобілів і власне двигунів було менше. Надалі виробників зобов'язали дотримуватись певних норм викидів, причому з роками вони стають все суворішими. Для зменшення викидів у принципі можливі три способи:
1. Вибір екологічно чистого палива (водень, природний газ) або поліпшення традиційного рідкого (бензин та дизпаливо «Євро-5»).
2. Зміна параметрів циклу двигуна або розробка нових (зниження ступеня стиснення, розшарування заряду, внутрішньоциліндрове упорскування, системи комп'ютерного управління з використанням датчиків кисню, система Common rail на дизелях та ін.).
3. Зниження вмісту шкідливих викидів із використанням термічних (раніше) та каталітичних (нині) нейтралізаторів.

Існуючі норми токсичності в розвинених країнах зазвичай вимагають застосування декількох способів відразу. При цьому зазвичай гіршає паливна економічність як автомобілів, так і всього транспортного (включаючи нафтоперегінні заводи) комплексу, оскільки оптимуми циклів з економічності та екологічності у двигунів зазвичай не збігаються, а виготовлення високоекологічного палива потребує більше енергії.
Найбільший відсоток шкідливих викидів дає наземний транспорт, насамперед легкові та вантажні автомобілі. Встановлені ними поршневі двигуни задля досягнення високої економічності мають високу температуру згоряння, коли він утворюються оксиди азоту. Викиди вуглеводнів обмежуються значною мірою ефективно працюючими каталізаторами, але на жаль, при прогріві двигуна і на холостому ходу через низьку температуру відпрацьованих газів їх ефективність знижується.
У таких же варіантах ДВЗ, як газотурбінні та реактивні, згоряння організовано безперервно, причому максимальна температура менша. Тому вони мають зазвичай менші викиди недогорілих вуглеводнів (через меншу зону гасіння полум'я і достатньої тривалості згоряння) і викиди оксидів азоту (через меншу максимальну температуру). Температура в таких двигунах обмежена теплостійкістю лопаток, сопел, напрямних і для транспортних двигунів становить 800—1200 °C. Поліпшення екологічних показників, наприклад, ракет, зазвичай досягають підбором палив (наприклад, замість НДМГ і перекису азоту застосовують рідкі кисень і водень).
Раніше автомобільні та авіаційні двигуни використовували етильований бензин, продукти згоряння якого містили практично не виведений з людини свинець.Найбільше забруднення дається взнаки у великих містах, розташованих у низинах і оточених височинами: при безвітря в них утворюється зміг. Нині нормуються як власне шкідливі викиди, але й виділення транспортним засобом вуглекислого газу та води (у зв'язку з впливом клімат).
Останнім часом висловлюються серйозні побоювання щодо подальшого застосування двигунів на викопному паливі (більшість ДВЗ) у зв'язку з проблемою глобального потепління. Унаслідок введення з 2025 року в Європі нових екологічних норм європейські виробники легкових автомобілів планують перейти на випуск електромобілів. Це пов'язано не тільки зі зростанням кількості автомобілів, але й впливом викидів на всю екосистему: так встановлено, що шкідливі викиди (значною мірою обумовлені автомобілями) знижують урожайність сільського господарства на 25 %.

## Рівень розвитку ДВЗ як мірило технічного прогресу
Розробка ДВЗ нетривіальна, оскільки до мети йде безліч шляхів. Вибір кращого (стосовно конкретної області та вимог) є прикладом багатофакторної оптимізації. Тут недостатньо інтуїції, потрібні великі витрати розробки варіантів, ресурсні випробування. Тенденції розвитку двигунобудування надають багато варіантів подальшого розвитку.
Високі вимоги до деталей ДВЗ, складності технологічного порядку (матеріали, обробка), виробничий цикл (поточність, можливість шлюбу), масштаби виробництва (мільйони одиниць), високий рівень конкуренції та інтеграції світової економіки дозволяють судити про рівень технології держави за рівнем ДВЗ, що випускаються. Високоефективні двигуни не тільки дозволяють створювати економічний та екологічний транспорт, а й вести незалежну розробку в таких галузях як військова справа, ракетобудування (зокрема, космічні програми). Високотехнологічні виробництва є центром кристалізації інженерних спільнот, народженню нових ідей. Так, конвеєрне складання було вперше впроваджено на складання автомобілів, оснащених ДВЗ. Підтримка у справному стані та керування численними транспортними засобами створила безліч нових професій, робочих місць, методів ведення бізнесу і навіть способу життя (комівояжери, мандрівники). Не буде перебільшенням сказати, що поява ДВЗ революціонізувала весь світ.